# プリンスホテル
プリンスホテルは、西武ホールディングス子会社のホテル・レジャー事業会社である株式会社西武・プリンスホテルズワールドワイド（英: Seibu Prince Hotels Worldwide, Inc.）が運営する日本最大のホテルチェーンである。東京都豊島区南池袋に本社を置く。
西武グループに属し、西武鉄道とともにグループの中核的企業である。国内のホテル・レジャー業界で最大の規模を誇る。東京都心部を中心としたシティホテルやスキー場・ゴルフ場などのレジャー施設、それに併設されたリゾートホテルなどを運営している。

## 概要・歴史
西武グループによるホテル・リゾート事業は、堤康次郎が創業した不動産会社の箱根土地（後のコクド、2006年2月解散、旧プリンスホテルに合併）が主導して計画・立案した箱根・軽井沢などへの観光地への進出を図ったのが源流である。社名は、太平洋戦争敗戦に伴い行われた皇籍離脱後、生活に困窮した旧宮家の土地を購入し、ホテルを開業した事に由来し、旧宮家をグループで雇用することにより、生活の安定に大きく寄与した。長野県軽井沢町千ヶ滝地区にあった皇族・朝香宮家の別邸を改装、1947年にホテルとしてオープンした際、「プリンス・ホテル」と命名したのを起源として（千ヶ滝で後述）、「晴山ホテル」（旧根津嘉一郎別荘。現在の軽井沢プリンスホテルウエスト）がオープンしたのが1950年、その3年後に「品川プリンスホテル」（旧竹田宮邸。現在の高輪プリンスホテル貴賓館）がオープンし、その後続々と開業していった。そういった経緯から東京都港区の高輪や芝公園などの一等地に多くの不動産・ホテルを所有する。品川駅前に位置する品川プリンスホテル（港区高輪）はシネマコンプレックスや水族館などの施設を併設し、客室数で日本一を誇る巨大シティホテルである。
当初は西武百貨店（旧セゾングループ）と近い関係で、堤康次郎の次男・堤清二がプリンスホテルを含むホテル・リゾート事業に関わっていた。国土計画・西武鉄道の創業者である堤康次郎が1964年に死去し、清二が西武百貨店の、三男・堤義明が国土計画・西武鉄道の後継者の座に就くと、清二から義明にホテル・レジャー事業の実権が移る。
西武企業グループが堤義明が率いる西武鉄道グループと、堤清二が率いる西武流通グループ（後のセゾングループ）の2つに分立すると、ホテル・レジャー事業は西武鉄道を中核とする鉄道グループに属することになり、1971年に西武鉄道のホテル部門を独立させる形で「（初代）株式会社プリンスホテル」を設立。康次郎の五男で、西武百貨店寄りの要職に就いていた堤猶二が社長に就任する（後にセゾン下のIHGの社長・東京テアトル社長を歴任）。同氏によって「プリンスホテルスクール」が設立され、各種学校としてホテリエの育成を手がけ始めるが、1976年に笹川良一率いる財団法人日本船舶振興会が支援した「財団法人日本ホテル教育センター」に経営が譲渡され、「専門学校 日本ホテルスクール」として継承されている。ホテル会社によって設立されたホテル養成学校は、プリンスホテルスクールが日本国内では嚆矢であり、その設立には一定の評価がなされている。
1980年代からは大規模なスキーリゾートやシティホテルを首都圏や信越地方、東北地方、北海道を中心に数多く進出させる。時期を前後してアメリカ合衆国（ハワイ、アラスカ、グアム）やカナダ、東南アジア諸国、台湾、オーストラリアなどの海外リゾート企業を買収・提携のうえで進出を行い、バブル景気の中で都心の一等地を多く保有していたプリンスホテルの母体であったコクドは日本一のホテル・レジャー事業を運営する企業へ成長した。コクドの下で行われてきた事業拡大に合わせて資金調達に用いた方法は、膨大な含み益を持つ東京都心の品川・高輪、芝、赤坂・紀尾井町といった都心の一等地の土地を担保に、銀行などから巨額の融資を得て土地を取得。その後、ホテルやレジャー施設を建設して土地の付加価値を高め、値上がりした地価上昇分で更に銀行融資を受けるものであった。苗場プリンスホテルや「赤プリ」の愛称で親しまれた旧赤坂プリンスホテルはバブル期のシンボル的なホテルであった。それにより西武グループオーナー・代表であった堤義明はアメリカの経済誌フォーブスが発表する世界長者番付で一時は総資産額で世界一となったこともある。
日本の経済がバブル景気に突入した1980年代末期から、加速した地価上昇により保有する土地の含み益が大幅に増加すると、さらに積極的にホテル・リゾート事業の拡大を推し進めることになった。1990年代のバブル崩壊後は、地価上昇を前提にした事業計画は軌道修正されたが、平成不況期にあっても、プリンスホテル事業はリストラや事業再編されず、2005年の「東京プリンスホテルパークタワー」の開業まで続けられていた。
2004年、西武鉄道を舞台にした総会屋利益供与事件・有価証券報告書虚偽報告事件により、堤義明が失脚。2006年前半（2005年度末）に西武グループが西武ホールディングスの下で再編される際に、不採算施設については順次、営業終了もしくは不動産と運営権を売却することとなり、それ以外のコクド、(初代)プリンスホテル、西武線沿線施設を除く西武鉄道が所有するホテル・リゾート事業の不動産については「(二代目)株式会社プリンスホテル」のもとに集約・統合された。また、それまでプリンスホテルが発行していた、西武グループのレジャー施設を全て網羅した冊子『レジャーガイド』も2006年版をもって発売終了となった。
2006年の西武グループ再編以前までの「(初代)株式会社プリンスホテル」は、堤義明の計画立案により西武鉄道、伊豆箱根鉄道、近江鉄道、西武不動産といったコクドの傘下企業が主に首都圏と関西で開発した、あるいは地場企業とコクドの合弁や地方自治体の誘致による第三セクター方式で設立した運営会社（海外、苗場スキー場・軽井沢プリンススキー場以外のスキーリゾートなど）が開発した「プリンスホテル」のフランチャイズや客室販売など対外的なマーケティング事業が主体であり、経営自体は各社が行っているため統一的な戦略はなかった。(初代)プリンスホテルの自社物件は「サンシャインシティプリンスホテル」のみである。
2006年7月、高輪地区と品川地区の競合解消のため、2名いた総支配人を1名にし、高輪地区を上位とする地区統合を行なった。2007年12月中に、本社を埼玉県所沢市の西武鉄道本社ビルから、東京都豊島区東池袋のサンシャインシティプリンスホテルへ移転した。
2007年4月1日にホテルブランドの「プリンスホテル」はグレードに応じた3つのカテゴリーに細分化され、シンボルマークを一新した。
2017年7月3日、「パークレジス」と「レジャーイン」のブランドを展開するオーストラリアのステイウェルホスピタリティーグループからホテル事業を買収した。
2018年11月13日、イギリスの高級ホテル「ザ・アーチ・ロンドン」買収を発表。同社では最上級ブランドと位置付けて新設した「ザ・プリンス・アカトキ」へと2019年9月16日にリブランドされた。  
2019年4月15日に本社を東京都豊島区南池袋の西武ホールディングス新本社ビル「ダイヤゲート池袋」14階･15階へ再移転した。
2021年12月に、ホテル・レジャー事業の運営会社を2022年4月にプリンスホテルから西武・プリンスホテルズワールドワイドに変更することを発表した。
2022年2月、プリンスホテルが持つ31施設をシンガポールの政府系投資ファンドGICに売却することを発表。同時に、それらの施設での受託運営権を取得することも発表した。

## 沿革
かつてプリンスホテルの事業法人であった旧プリンスホテルの2022年4月以降の沿革については、西武不動産を参照。
- 1956年6月 - 西武鉄道が株式会社プリンスホテルを設立。
- 1985年11月 - 西武鉄道の親会社である国土計画（後のコクド）の完全子会社となる。
- 2006年
  - 2月1日 - プリンスホテルを存続会社とし、コクドと合併。
  - 2月2日 - 西武鉄道に対して株式交換を行ない、西武鉄道を完全子会社化する。
  - 2月3日 - 持株会社として西武ホールディングスを設立。同社へ株式移転を実施し、西武ホールディングスの完全子会社となる。
  - 3月27日 - 会社分割手続きを実施し、コクドの合併に伴ってプリンスホテルが保有していた関連会社管理機能を西武ホールディングスへ承継させる。西武ホールディングスを持株会社とした現在の形となり、グループ再編を完了した。
- 2007年4月1日 - プリンスホテルを再編し、3つのカテゴリーに分ける。ロゴマークを変更。
- 2021年12月13日 - 西武・プリンスホテルズワールドワイドを設立。
- 2022年4月1日 - プリンスホテル（現在の西武不動産）がホテル・レジャー事業を西武・プリンスホテルズワールドワイドに承継した[1]。

## 特色
景色が良い場所に立地している事が多いため、窓が大きく、カーテンも壁面に隠れる設計になっている。建物が円筒形や三角形だったり、全層吹き抜けのアトリウムを採用する等、特徴的な構造のホテルも複数運営している。
ホテルでのディナーショーは、プリンスホテルが先駆けた。1978年に東京プリンスホテルに3千人収容の大宴会場「鳳凰の間」が開業する際、「空間を利用してお客の育成、開発を考えよう」という堤義明の発想により、当時、五木ひろしの米国ラスベガス公演成功を知った堤は、ディナーショー形式でそのまま鳳凰の間に持ってきた。このディナーショーは大成功を納め、以降様々な有名人のディナーショーが開催されることになった。芸能人の結婚披露宴やドラフト会議で有名な新高輪プリンスホテルには5千人収容の「飛天」など、多くの主宴会場（ホール）を有しており、空間を売る一つの戦略である。
堤義明が幼少期時代の堤家はまだ貧しく、食糧不足を経験した経緯から社員に食べ残しについて厳しく指導していた。ホテルのレストランについても食べ残しを減らす観点から堤がビュッフェを推奨した関係で、プリンスホテルにはビュッフェ形式があるレストランが多い。

## 運営ホテル・宿泊施設

### ザ・プリンスギャラリー
プリンスホテルの最高級ブランドであり「フラグシップ」に位置づけられている。
- ザ・プリンスギャラリー 東京紀尾井町（東京都千代田区紀尾井町） - 赤坂プリンスホテル跡地に建設された東京ガーデンテラス紀尾井町内に2016年7月開業[11]。マリオット・インターナショナル（旧：スターウッド・ホテル&リゾート）の高級ブランド「ラグジュアリーコレクション」に加盟する[12]。赤坂プリンスホテルの旧館は「赤坂プリンス クラシックハウス」として移設され、同時開業した。

### ザ・プリンス
ラグジュアリークラスのホテル。6施設が該当する。海外の「マウナケアビーチホテル」も含まれる。
- ザ・プリンス パークタワー東京（東京都港区芝公園） - 2005年に徳川家霊廟跡に存在した「芝ゴルフ場」跡地に「東京プリンスホテル パークタワー」として開業。丹下憲孝（丹下都市建築設計）の設計で、客室内装は村野・森建築事務所。
- ザ・プリンス さくらタワー東京（東京都港区高輪） - 1998年に「高輪プリンスホテル さくらタワー」として開業。2013年に改装し、オートグラフコレクションに加盟。
- ザ・プリンス箱根芦ノ湖（神奈川県足柄下郡箱根町） - 1978年に「箱根プリンスホテル」として開業。アネックス（別館）としてコテージ「箱根園コテージ」併設。2015年から「ザ・プリンス箱根」から改称。
- ザ・プリンス軽井沢（長野県北佐久郡軽井沢町） - 1982年に「軽井沢プリンスホテル南館」として開業。清家清（デザインシステム）設計。
- ザ・プリンス ヴィラ軽井沢（長野県北佐久郡軽井沢町） - 2014年開業。ホテルと貸別荘を融合した施設で、開業時から「ザ・プリンス」を名乗る最初の施設でもある。
- ザ・プリンス 京都宝ヶ池（京都府京都市左京区） - 1986年開業。旧・京都宝ヶ池プリンスホテル→グランドプリンスホテル京都。村野藤吾設計。2020年10月9日をもってかつて名前に付いていた宝ヶ池を復活させ、現名称へと変更及びリブランドを行い、マリオット・インターナショナルのオートグラフコレクションに加盟する[13]。

- ザ・プリンス パークタワー東京
- ザ・プリンス さくらタワー東京
- ザ・プリンス 箱根芦ノ湖
- ザ・プリンス 京都宝ヶ池

### グランドプリンスホテル
プリンスホテルのうち都市部に所在する上級の施設に対して設定されたブランドで、「○○プリンスホテル」から「グランドプリンスホテル○○」に改称された（大阪ベイを除く）。4施設が該当する。
- グランドプリンスホテル高輪（東京都港区高輪） - 1953年開業。旧竹田宮邸跡。現時点で最も古いプリンスホテル（後述の千ヶ滝プリンスホテルを除く）。
- グランドプリンスホテル新高輪（東京都港区高輪） - 1982年開業。村野藤吾設計。上述のグランドプリンスホテル高輪やザ・プリンス さくらタワー東京に隣接しているが、別館ではなく、別のホテルという扱い。
- グランドプリンスホテル大阪ベイ（大阪府大阪市住之江区） - 1994年6月に開業したハイアットホテルアンドリゾーツ運営の「ハイアットリージェンシー 大阪」を2023年7月1日に当社運営に移管し、現名称に改称。日本のプリンスホテルでは初めて他社のホテルのリブランドによる開業であり、フルサービス型ホテルとしては大阪市初出店かつグランドプリンスホテル初の新規開業となる[14][15]。
- グランドプリンスホテル広島（広島県広島市南区） - 1994年開業。池原義郎設計。

- グランドプリンスホテル高輪
- グランドプリンスホテル新高輪
- グランドプリンスホテル広島
- グランドプリンスホテル大阪ベイ

### プリンスホテル
- 東京プリンスホテル（東京都港区芝公園） - 1964年開業。増上寺徳川将軍家霊廟跡。
- 品川プリンスホテル（東京都港区高輪） - 1978年開業。旧・毛利公爵邸跡。
- 新宿プリンスホテル（東京都新宿区歌舞伎町） - 1977年開業。西武新宿線西武新宿駅の入居する駅ビル「西武新宿ビル」内。1996年10月から屋上にテレビ朝日の情報カメラが設置されている。西武鉄道所有。
- サンシャインシティプリンスホテル（東京都豊島区東池袋） - 1980年開業。複合商業施設「サンシャインシティ」内。コクド合併前のプリンスホテル（旧社）の自己所有物件。
- 東京ベイ潮見プリンスホテル（東京都江東区） - 2020年9月1日開業。潮見2丁目。605室。[16]
- 新横浜プリンスホテル（神奈川県横浜市港北区） - 1992年開業。
- 川越プリンスホテル（埼玉県川越市） - 1991年開業。西武新宿線本川越駅の駅ビル「本川越ステーションビル」内。
- 箱根湯の花プリンスホテル（神奈川県足柄下郡箱根町）- 「箱根湯の花温泉ホテル」として1988年開業。2015年4月1日より現名称となる。池原義郎設計。
- 箱根仙石原プリンスホテル（神奈川県足柄下郡箱根町） - 「ホテル大箱根」として1992年開業。開業準備段階でのホテル名称は「箱根仙石原プリンスホテル東館」。2015年4月1日より現名称に改称。同年1月5日より改装のため営業休止し、4月23日に再開。なお、かつて同名の別ホテル（後述）が存在した。
- 鎌倉プリンスホテル（神奈川県鎌倉市） - 1995年開業。
- 大磯プリンスホテル（神奈川県中郡大磯町） - 1964年開業。吉田茂元首相邸跡に隣接し、大磯ロングビーチと一体となった近郊型リゾートホテル。大磯ロングビーチは1990年代前半までアイドルの水泳大会の収録が盛んに行われたことでも有名。
- 下田プリンスホテル（静岡県下田市） - 1973年開業。黒川紀章設計。1975年から2006年までは伊豆箱根鉄道が所有するフランチャイズホテルだった。
- 名古屋プリンスホテル スカイタワー（愛知県名古屋市中村区） - 「ささしまライブ24」地区に建設された「グローバルゲート」内に、2017年10月2日開業。プリンスホテルとしては、愛知県内では蒲郡プリンスホテル（現:蒲郡クラシックホテル）以来の、名古屋市内では初のホテルとなる[17][18]。
- 苗場プリンスホテル（新潟県南魚沼郡湯沢町） - 1962年開業。苗場スキー場併設のホテル。
- 軽井沢プリンスホテル（長野県北佐久郡軽井沢町） - 1973年開業・黒川紀章設計の「イースト」（旧・東館）と、1950年開業の旧・晴山ホテル（元根津嘉一郎別荘）の系譜を受け継ぐ1986年開業の「ウエスト」（旧・西館）から成る。
- 軽井沢浅間プリンスホテル（長野県北佐久郡軽井沢町） - 1997年開業。冬季は休業
  - 「ザ・プリンス軽井沢」「軽井沢プリンスホテル（イースト・ウエスト）」「軽井沢浅間プリンスホテル」は、周辺の軽井沢・プリンスショッピングプラザ・軽井沢プリンスホテルスキー場などと共に「プリンスグランドリゾート軽井沢」を構成する。
- 千ヶ滝プリンスホテル（長野県北佐久郡軽井沢町） - 旧・軽井沢プリンスホテル。プリンスホテルの名の起源。 1928年竣工の洋風建築、旧朝香宮家沓掛別邸を1948年に堤康次郎が買収し、皇太子明仁親王に避暑用地として提供。1964年からは一般市民の利用は出来なくなり、事実上皇室専用施設となっている。名前こそ「プリンスホテル」だが、現在、いわゆるホテルとしての登録はされていない。1980年代に堤義明から非公式に宮内庁へ「軽井沢御用邸」として献上する旨の意思が伝えられたが、グループの経営悪化に加え、そもそも民間からの献上は受けない定めが法律にあること、また「三つの御用邸があるにもかかわらず、即位後も一営利企業のホテルを使い続けるのはいかがなものか」といった批判が少なからずあったことや、後年に堤義明の逮捕もあり、いつの間にか立ち消えとなった。天皇、皇后として即位後の1990年8月に静養のため訪れたのを最後に現在まで使用されておらず、年に一度のメンテナンスが行なわれているのみ。
- 嬬恋プリンスホテル（群馬県吾妻郡嬬恋村） - 1979年「嬬恋高原ホテル」として開業。
- 万座プリンスホテル（群馬県吾妻郡嬬恋村） - 1960年開業。万座温泉スキー場を併設してある。
- 志賀高原プリンスホテル（長野県下高井郡山ノ内町） - 1984年開業。1998年長野オリンピックのスキー競技会場の1つとして一部の環境保護団体の反対を押し切って志賀高原焼額山スキー場と一体で開発した。なお、同オリンピックの誘致活動に携わったのは、1990年代にJOC会長に就任した堤義明である。南館（1987年）・西館（1996年）が増築され、当時の本館は東館へ改称。冬季営業だが、西館のみ夏季営業も行う。
- 十和田プリンスホテル（秋田県鹿角郡小坂町） - 1977年開業。冬季は休業
- 雫石プリンスホテル（岩手県岩手郡雫石町） - 1990年開業。1993年オートスリアチームよりオーストリアハウスを寄贈された。雫石スキー場、雫石ゴルフ場を併設してある。
- 札幌プリンスホテル（北海道札幌市中央区） - 1972年開業。2004年に旧本館の代替としてタワー棟を増築。別館（旧・新館）は主に繁忙期のみ宿泊営業し、2010年に解体された。
- 富良野プリンスホテル（北海道富良野市） - 1974年に「北の峰プリンスホテル」として開業。富良野スキー場を併設。
- 新富良野プリンスホテル（北海道富良野市） - 1988年開業。清家清（デザインシステム）設計。
- 函館大沼プリンスホテル（北海道亀田郡七飯町） - 1990年開業。黒川紀章設計。
- 釧路プリンスホテル（北海道釧路市） - 1993年開業。北海道東部（ガレリア・タワー以東）で最も高い建物。同地には『釧路オリエンタルホテル』が所在していたが、1990年に親会社の釧路貨物自動車がコクドとの提携を契機に、新たに新築して開業した。
- 屈斜路プリンスホテル（北海道川上郡弟子屈町） - 1981年開業。2000年東館を増築
- びわ湖大津プリンスホテル（滋賀県大津市） - 1989年開業。丹下健三設計。滋賀県で最も高い建物で、広さ2,940㎡のコンベンションホールがある。琵琶湖に面している。滋賀県は堤康次郎・義明らの出生地でもあり、西武グループの近江鉄道が所在する[19]。琵琶湖周辺にはかつて当ホテルの他に彦根と奥琵琶湖マキノの2つのホテルが所在した。
- 日南海岸 南郷プリンスホテル（宮崎県日南市） - 1994年開業。リゾート法適用第一号。埼玉西武ライオンズの春季キャンプの宿舎としても使用される。
- 沖縄プリンスホテル オーシャンビューぎのわん（沖縄県宜野湾市） - 2022年開業。プリンスホテルとして沖縄県内初出店のホテル。

- 東京プリンスホテル
- 品川プリンスホテル
- 新宿プリンスホテル
- サンシャインシティプリンスホテル
- 新横浜プリンスホテル
- 苗場プリンスホテルと苗場スキー場
- 札幌プリンスホテル（タワー棟）
- 釧路プリンスホテル
- びわ湖大津プリンスホテル
- 日南海岸南郷プリンスホテル
- 名古屋プリンスホテル
- 十和田プリンスホテル

### Prince Smart Inn（プリンス スマート イン）
宿泊に特化した次世代型のホテルとして、全国各都市（首都圏、地方都市、新幹線停車駅や地方空港周辺都市など既存タイプのホテルが出店していないエリアをメインとする予定）に展開予定。
- プリンス スマート イン 恵比寿（東京都渋谷区） - 2020年10月8日開業。
- プリンス スマート イン 熱海（静岡県熱海市） - 2021年4月21日開業。125室[20]
- プリンス スマート イン 京都四条大宮（京都府京都市下京区） - 2021年5月31日開業。173室。
- プリンス スマート イン 京都三条（京都府京都市中京区） - 2022年4月4日開業。137室。
- プリンス スマート イン 博多（福岡県福岡市博多区） - 2022年10月13日開業[21][22]。190室。福岡県への進出は北九州プリンスホテル（現：ホテルクラウンパレス北九州）以来となり、福岡市内には初出店。
- プリンス スマート イン 大阪淀屋橋（大阪府大阪市中央区） - 2022年11月16日開業。大阪府への進出は守口プリンスホテル（現：ホテルアゴーラ大阪守口）以来となり、大阪市初出店。
- プリンス スマート イン 那覇（沖縄県那覇市） - 2022年11月22日開業[22]。149室。
- プリンス スマート イン 名古屋栄（愛知県名古屋市中区） - 2024年6月18日開業[23]。245室。2021年に閉館したホテルトラスティ名古屋栄[24]を改装しての開業であり、プリンス スマート インとしては初の他社のホテルのリブランドによる開業となる。

### その他の宿泊施設
プリンスホテルが「プリンスホテル&リゾーツ」と位置づけているその他の宿泊施設。

#### 嬬恋村
- 万座高原ホテル（群馬県吾妻郡）開業当初は客室が和室で、名称は「万座高原ロッジ」。

#### 所沢市・横浜市金沢区

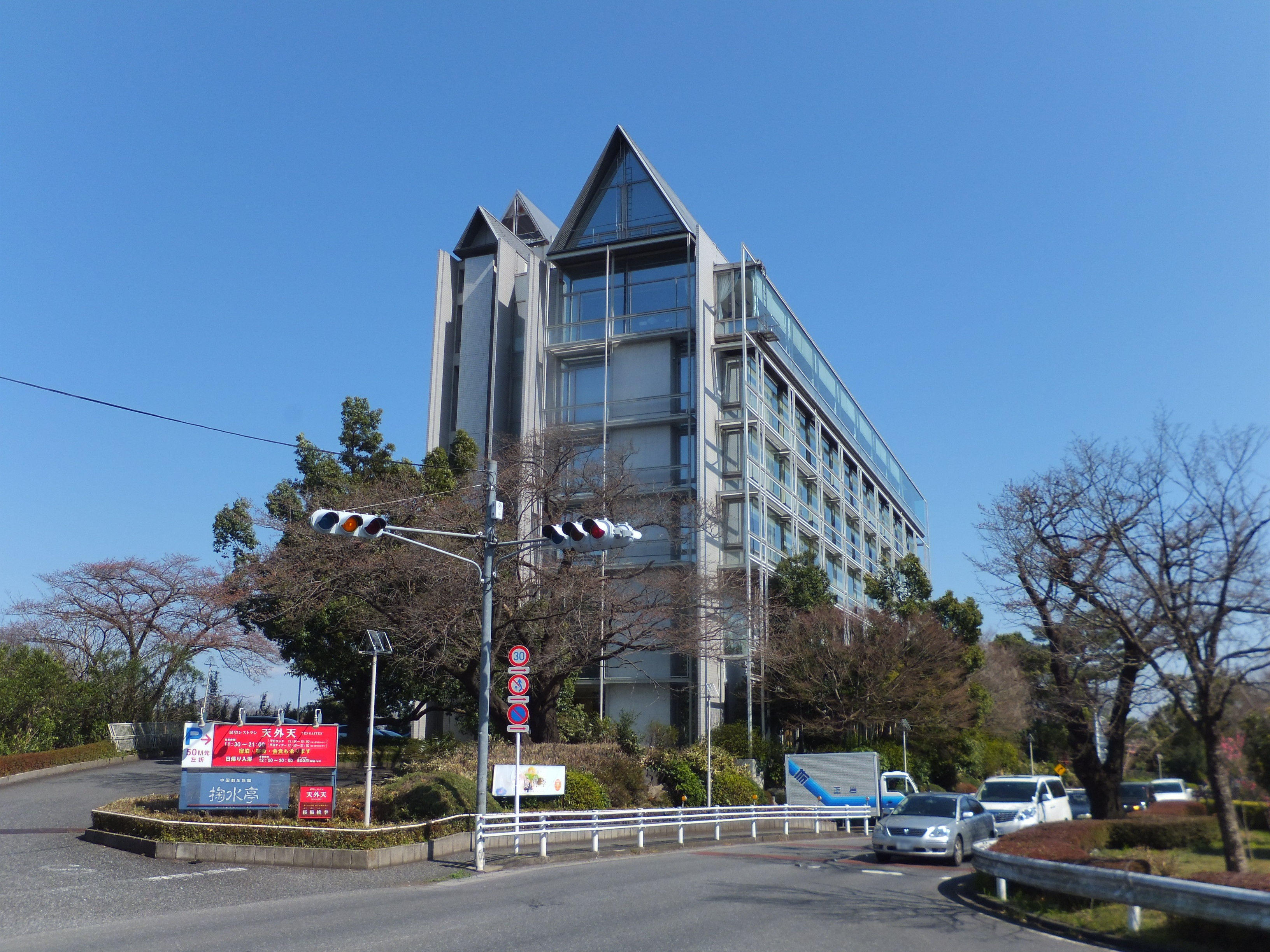
中国割烹旅館 掬水亭

- 中国割烹旅館 掬水亭（きくすいてい）（埼玉県所沢市） - 1990年開業。池原義郎設計。西武鉄道所有・西武レクリエーションを経て、西武園ゆうえんち運営。西武園ゆうえんち、（西武山口線西武園ゆうえんち駅）に近接。
- ホテル シーパラダイス イン（神奈川県横浜市金沢区） - 1993年開業。横浜・八景島シーパラダイス内。横浜八景島所有・運営。

#### 箱根・湘南
- 芦ノ湖畔蛸川温泉龍宮殿（神奈川県足柄下郡箱根町） - 旅館。本館は旧浜名湖ホテルを移築したもの。
- 新館は1990年開業。本館は東日本大震災後、日帰り入浴施設に改装。
- 箱根園レイクサイドアネックス - 諸般の理由により、一時営業休止中。
- 箱根園コテージ イースト - 2010年4月1日、「箱根プリンスホテル レイクサイドアネックスコテージ」から改称。営業休止中。
- 箱根園コテージ ウエスト - 2010年4月1日、「箱根プリンスホテル プリンスコテージ」から改称。
- 箱根園コテージ キャンピング - 2010年4月1日、「箱根園コテージ」から改称。
- 箱根プリンスホテル 神山コテージ・神山ロッジ - 諸般の理由により、一時営業休止中。
- 箱根 蛸川温泉・旅館 芙蓉亭 - 諸般の理由により、一時営業休止中。

#### 伊豆
- 川奈ホテル（静岡県伊東市） - 1936年開業。大倉喜七郎が設立。元ホテルオークラ系。2002年にプリンスホテルが買収。
- 伊豆長岡温泉三養荘（静岡県伊豆の国市） - 旅館。1929年開業。旧三菱財閥・岩崎久弥の旧別邸。新館は村野藤吾の遺作

#### 京都
- ザ・ホテル青龍 京都清水（京都市東山区） - 2020年3月22日開業。元小学校校舎の外観意匠を残す。[25]

### 海外のホテル
- プリンスワイキキ（アメリカ合衆国 ハワイ州ホノルル） - 1990年開業。西武グループ（旧西武不動産・ハワイ現地法人）が開発。2017年に全面リニューアルし、現在の名称に変更。
- ザ ウェスティン ハプナ ビーチ リゾート（旧名：ハプナビーチプリンスホテル）（アメリカ合衆国 ハワイ州 コハラコースト） - 1994年開業。西武グループが開発。2018年6月にリブランドオープン。※所有は西武グループのまま。
- マウナケア・ビーチ・ホテル（アメリカ合衆国ハワイ州 コハラコースト） - 1965年開業。1990年に旧西武グループのハワイ現地法人が取得。海外のホテルでは唯一「ザ・プリンス コレクション」にカテゴライズ。
- グロリアプリンスホテル・台北（華泰王子大飯店 / 中華民国（台湾）台北市） - 1972年開業。2001年フランチャイズ提携。ホテル建て替えのため、2022年10月11日閉店。
- ナイスプリンスホテル嘉義（中華民国（台湾） 嘉義市） - 2006年開業。耐斯企業とのフランチャイズ。
- プリンスホテル＆レジデンス　クアラルンプール（マレーシア クアラルンプール） - 2002年開業。フランチャイズ提携。
- 松花湖プリンスホテル（松花湖西武王子大飯店/中華人民共和国 吉林省） - 2015年開業[26]。

## 運営しているスキー場（ロープウェイ・普通索道）
- 富良野スキー場 北海道富良野市
- 雫石スキー場 岩手県岩手郡雫石町
- 苗場スキー場 新潟県南魚沼郡湯沢町
- かぐらスキー場 新潟県南魚沼郡湯沢町
- 妙高杉ノ原スキー場 新潟県妙高市
- 六日町八海山スキー場 新潟県南魚沼市
- 志賀高原焼額山スキー場 長野県下高井郡山ノ内町
- 軽井沢プリンスホテルスキー場 長野県北佐久郡軽井沢町軽井沢
- 万座温泉スキー場 群馬県吾妻郡嬬恋村

※狭山スキー場は西武レクリエーションが運営している。

## 運営している有料道路
- 万座ハイウェー
- 鬼押ハイウェー

## その他の運営施設
- 軽井沢72ゴルフ軽井沢給油所（長野県軽井沢町） - ENEOSのガソリンスタンド。
- 有栖川清水（東京都港区） - 旧麻布プリンスホテル跡に設置された料亭。
- 水陸両用バス

## 開業予定の施設
- 福岡プリンスホテル ももち浜（福岡県福岡市早良区） - 「シーサイドももち」エリアに2026年3月17日開業予定。「プリンスホテル」ブランドでは福岡市内初出店となる[27][28]。

## 所属スポーツ選手
- プリンスアイスワールド（プロフィギュアスケーターチーム）
- 荒川静香（トリノ五輪フィギュアスケート金メダリスト・長野五輪代表）
- 本田望結
- SEIBUプリンス ラビッツ（元は西武鉄道アイスホッケー部と国土計画（コクド）アイスホッケー部。2003年にコクドに統合後、2006年に左記チーム名。2009年廃部）
- SEIBUプリンセス ラビッツ
- プリンスホテル硬式野球部（合理化・リストラの一環として2002年廃部）
- 高木大成

## 2004年のグループ再編に伴うリストラ策により売却・廃止した施設
プリンスホテル（コクド・西武鉄道・伊豆箱根鉄道の保有・運営施設を含む）は堤義明の意向などで進出した地方などで不採算の施設も多く、2004年に発覚した西武鉄道株式の有価証券報告書虚偽記載問題による上場廃止で着手された経営再建にあたり、約40箇所の施設を売却または閉鎖した。売却先の意向によって転売されたり、営業終了を検討している施設もあり、運営面で険しい道のりが課せられている。また、プリンスホテルの売店などで販売されていた西武グループのレジャー施設を網羅した冊子『プリンスホテルレジャーカタログ』も、2005年版を最後に発行を中止している。
※印はコクド・プリンスホテルの譲渡後に転売もしくは営業休止された施設

### シティグループへ売却
以下の施設（スキー・ゴルフリゾート）はシティグループのシティグループ・プリンシパル・インベストメンツ・ジャパン株式会社に売却され、転売されなかった施設については子会社のウィンターガーデン・リゾーツが運営を担っている。
- ニセコ東山プリンスホテル（ゴルフ場・スキー場・ニセコゴルフコース）（北海道）
- 糠平温泉スキー場※（北海道）
- 函館七飯スキー場※（北海道）
  - 以上は 2006年12月7日付。プリンスホテルの運営最終日は2007年3月28日。
- 阿仁スキー場※（秋田県）
- 鰺ケ沢プリンスホテル（スキー場・鯵ケ沢高原ゴルフ場・津軽高原ゴルフ場）※（青森県）
- 湯沢中里スキー場（新潟県）
- 表万座スキー場※（群馬県）
- 水上高原プリンスホテル（ゴルフ場・スキー場・ゴルフレジデンス）（群馬県）

### ルートインジャパンへ売却
以下の施設はルートインジャパンへ売却された。
- 阿蘇プリンスホテル（熊本県） - 併設するゴルフ場と共に売却。運営最終日は2007年6月1日。2008年4月1日より阿蘇リゾートグランヴィリオホテル。
- 徳島プリンスホテル（徳島県） - 日本たばこ産業 (JT) の工場跡地に建設されたため、同社の完全子会社「株式会社ジェイティ徳島プリンスホテル」が運営していたが、2004年にプリンスホテルに営業譲渡し、株式会社ジェイティ徳島プリンスホテルは清算されている。純然たる西武グループとしての運営はわずか3年だった（運営最終日は2007年6月1日）。2008年4月1日より徳島グランヴィリオホテル。徳島プリンスホテル建設時の経緯により、現在の徳島グランヴィリオホテルにおいても、館内のレストランには週1日の定休日がある。

### アパグループへ売却
以下の施設はアパグループへ売却された。
- 幕張プリンスホテル（千葉市の幕張新都心） - 2005年12月に売却。現名称はAPAホテル&リゾート東京ベイ幕張。2014年にWEST WING（西館）が増築された他、2016年にはEAST WING（東館）が完成し、合計客室数が2001となる。
- 妙高パインバレープリンスホテル（新潟県） - 松下興産からの運営受託物件。2000年に提携解消し、松下興産直営の「妙高パインバレーロイヤルパインズホテル」としての営業を経て、2005年7月よりアパリゾート妙高パインバレー。

### 伊東園ホテルズへ売却
カラオケ店チェーン「歌広場」などを運営する株式会社クリアックス系列スタディー（現・株式会社伊東園ホテルズ、東京）は、計3施設を伊豆箱根鉄道、近江鉄道から買収。格安ホテルチェーン「伊東園ホテルグループ」に編入して運営している。
- 大仁ホテル（静岡県） - 名称はそのまま
- 松崎プリンスホテル（静岡県） - 現・西伊豆松崎伊東園ホテル
- 彦根プリンスホテル（滋賀県）→彦根ビューホテルに名称変更。その後、彦根ビューホテルは2021年に閉館し、ホテルニューアワジが運営を引き継いで2023年8月に「蒼（あお）の湖邸 BIWAFRONT HIKONE（ビワフロント彦根）」として開業することになった[29]。

### マックアースへ売却
近江鉄道が所有する3施設を売却。
- 奥琵琶湖マキノプリンスホテル（滋賀県） - 2012年に奥琵琶湖マキノグランドパークホテルとして営業。
- 国境スキー場（滋賀県） - 2007年に譲渡[30]。2008年より国境高原スノーパークとなった後、運営企業が移り、名称も2024年からはOhana Resort（オハナリゾート）として営業している。
- 箱館山スキー場（滋賀県） -  2007年にオリックス系のジェイ・マウンテンズ・グループ（東京都）に譲渡[30]。その後、2010年にマックアースに売却。

### その他売却・閉鎖された施設

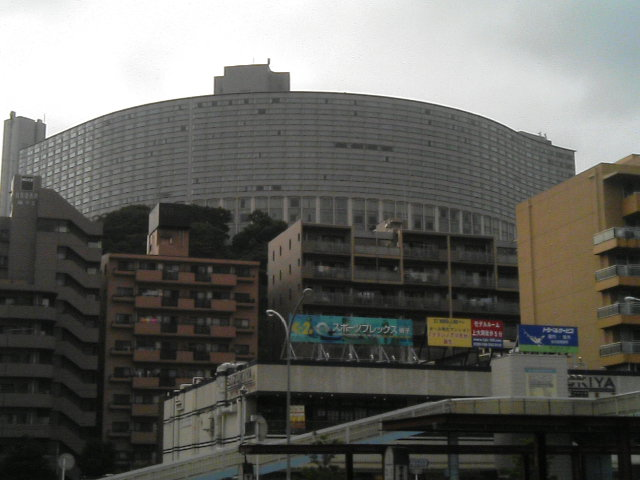
磯子区にあった横浜プリンスホテルの建物

- 札幌北広島プリンスホテル（北海道） - アンビックスに売却、運営最終日は2007年6月1日。2008年からは「札幌北広島クラッセホテル」として営業中。
- 札幌北広島プリンスゴルフ場（北海道） - パシフィックゴルフプロパティーズに売却、運営最終日は2007年6月1日。その後「札幌北広島ゴルフ倶楽部」として営業中。
- 津別スキー場（北海道） - 運営最終日は2007年3月19日
- 深川スキー場（北海道） - 運営最終日は2007年3月21日
- 真駒内スキー場（北海道） - 2006年廃止
- 田沢湖プリンスホテル（秋田県） - 南紀観光（本社・埼玉県草加市）に売却、運営最終日は2007年6月1日。2012年現在は「田沢湖ローズパークホテル」として営業中。
- 森吉スキー場（秋田県） - 2006年廃止　森吉第1高速リフト（4人乗り）はチェアリフトとしては日本最長の路線であった
- 森吉ヒュッテ（秋田県） - 2006年廃止
- 千畑スキー場（秋田県） - 2005年休止、2006年廃止
- 金ケ崎ゴルフコース（岩手県） - 南紀観光に売却、運営最終日は2007年6月1日
- 日光菖蒲ヶ浜スキー場（栃木県） - 2005年休止、2006年廃止
- 日光プリンスホテル（栃木県） - 1976年開業。佐藤秀三設計。第20回BCS賞受賞。中宮祠林業製材工場跡地。2008年11月24日で営業終了。
- 西武長瀞ホテル（埼玉県） - 2007年1月15日に営業終了
- 西武園遊園地スノーボードパーク（埼玉県） - 2005年休止
- 萩山テニスコート（東京都）- 2005年9月に閉鎖。敷地は売却され、2009年に第1号としての東京都認定民設公園「萩山四季の森公園」とその制度を活用した分譲マンションが誕生した。
- 六本木プリンスホテル（東京都） - 2006年2月閉鎖
- メルシャン品川アイマックスシアター（東京都）
- メルシャン軽井沢アイマックスシアター（長野県）
  - メルシャンがオフィシャルパートナー契約をコクドと結び、品川プリンスホテル、エグゼクティブタワー、および、軽井沢プリンスホテル敷地内にて開業・運営していた、IMAX上映劇場。日本国内にある数少ないアイマックス上映施設としてマトリックスやハリーポッターシリーズなどの上映を行っていた。
- 横浜プリンスホテル（神奈川県） - 1937年に建てられた東伏見邦英伯爵別邸をもとに1953年7月1日開業[31]、別館1960年開業。1990年に曲線を描く巨大な新本館（村野藤吾設計）に建て替え。2006年6月30日で閉鎖し土地を東京建物に売却した。新本館はわずか16年で解体され、その後複合分譲マンションとなる。丘の上に位置するが、敷地内に長い私道の坂（プリンス坂）があり、JR磯子駅までは比較的近かった。また、麓に立っていた西武系列のマンション（プリンス・ハイツ）に施設利用者専用の直結エレベーターがあり、マンションの屋上と丘の上にある立地のホテル地下フロアはプリンスブリッジで結ばれていた。旧東伏見伯爵別邸の建物は2014年から2019年まで、中村孝明プロデュースのレストラン「貴賓館」として営業していた。
- 横須賀プリンスホテル※（神奈川県） - 2005年フロンティア・ファースト有限会社に売却、2006年4月から三井不動産系のリゾートソリューションが経営するホテルトリニティ横須賀として営業されたが、2008年9月30日で閉鎖、その後、2009年10月1日にメルキュールホテル横須賀にリブランドした。
- 箱根ピクニックガーデンスノーボードパーク（神奈川県） - 2005年廃止
- 西熱海ホテル（静岡県）
- 沼津ホテル（静岡県）
  - 共に伊豆箱根鉄道の所有物件だった。プリンスホテルに売却された下田プリンスホテル共々、2006年8月31日で閉鎖し不動産売却。
- 燕温泉スキー場（新潟県） - 2006年廃止
- 妙高温泉室内プール（新潟県） - 2006年廃止
- 土樽スキー場（新潟県） - 2005年廃止
- 三国スキー場（新潟県） - 2005年休止、2006年廃止
- 小千谷山本山高原スキー場（新潟県） - 2005年休止、2006年廃止
- 野尻湖プリンスホテル（長野県） - 2007年にこやのに売却。　2012年現在は「野尻湖ホテル エルボスコ」として営業中
- 軽井沢千ヶ滝温泉ホテル（長野県） - 1977年開業。日帰り入浴施設「軽井沢千ケ滝温泉」のみ現存。
- 湯田中渋温泉ごりん高原スキー場（長野県） - 2007年3月23日廃止。
- 福井和泉スキー場（福井県） - 近江鉄道所有。2008年に建設会社穴馬組（福井県大野市）に売却し、100%子会社の福井和泉リゾートが運営。
- 守口プリンスホテル（大阪府） - 松下興産に譲渡され「守口ロイヤルパインズホテル」として営業されたが（守口市は松下グループのお膝元である）、現在は「ホテル・アゴーラ大阪守口」にリブランドした。
- 北九州プリンスホテル（福岡県） - 1989年開業。三菱化学（当時は三菱化成）黒崎事業所元社宅跡地に建設し、運営を受託していた。2007年2月25日に運営受託を撤退。ホテルマネージメントインターナショナル社に土地・建物を売却、従業員も移籍させ[32]、同年2月26日からホテルクラウンパレス北九州として営業を開始した。
- 長崎プリンスホテル（長崎県） - 1990年7月17日に開業。2005年9月に米ホテルチェーンベストウエスタンホテルズ系列の「ベストウエスタンプレミアホテル長崎」として営業開始後、ホテル名を「ザ・ホテル長崎BWプレミアコレクション」に変更。2022年2月1日より、リオ・ホテルズグループ配下で「THE GLOBAL VIEW 長崎」として営業開始。
- 生駒高原宮崎小林ゴルフコース（宮崎県） - 2008年に韓国・龜尾開發に売却。現在はジェイズカントリークラブ小林コース。
- 宮崎日向ゴルフコース（宮崎県） - 2008年に韓国・龜尾開發に売却。ジェイズカントリークラブ日向コースとなったが、2016年に福岡県飯塚市に本社を置くティーティーエス企画に経営会社が変更となり、TTS門川ゴルフ倶楽部となった。しかし、翌年の2017年3月31日付で閉鎖。
- 鹿児島鹿屋ゴルフコース（鹿児島県） - 2008年に韓国・龜尾開發に売却。現在はジェイズカントリークラブ鹿屋コース。

売却施設のうち、田沢湖・野尻湖・徳島・阿蘇の各プリンスホテルはプリンスホテルの運営最終日から10か月間（2008年3月31日まで）、ライセンス契約でプリンスホテルの名称を使用できた。
- マウイプリンスホテル（アメリカ合衆国ハワイ州マウイ島）- 1986年8月1日開業。一時は西武ライオンズの春季キャンプ地としても利用されていたが、2007年、モルガン・スタンレーにゴルフコースも含めたリゾート全施設を売却、売却後も暫く運営委託されホテル名もそのままであったが、2009年7月にモルガン・スタンレーと共同オーナーが負債返済不能に陥りリゾートが競売に掛けられたため運営からも完全撤退、翌年ホテルはウェルズ・ファーゴを代表とする新オーナーに買収され、名称もMakena Beach Golf & Resortと改称された[33]。
- アリエスカプリンスホテル、アリエスカリゾート（アメリカ合衆国アラスカ州ガードウッド） - 2006年売却

## その他の理由（上記リストラ以外）で売却・閉館された施設
- 羽田プリンスホテル - 1964年開業。運営会社は西武百貨店子会社の「羽田プリンスホテル」であった。1968年に運営会社の株式を東京急行電鉄（東急）へ譲渡し、1969年に東急が羽田東急ホテルと羽田プリンスホテルを合併させてプリンスホテルは「羽田東急ホテル別館」へ名称変更。2004年9月に「羽田東急ホテル」は閉館した。2004年12月開業の羽田エクセルホテル東急の実質的な前身施設。
- プリンスホテルスクール - ホテリエ（ホテル従事者）養成校として1971年に開校。1976年に日本財団の支援によって設立した財団法人日本ホテル教育センターへ譲渡され、『専門学校日本ホテルスクール』として開校している。同窓会組織等は同校が承継している。
- 麻布プリンスホテル - 大正時代に鷹司公爵邸として建てられた木造近代和風建築で、のちに藤田男爵家が所有。戦災による消失を免れ、1953年に「ホテル藤」として開業。のち「麻布プリンスホテル」と改称し、全30室の和風邸宅ホテルとして外国人に支持された。六本木一丁目に所在したフィンランド領事館の土地と等価交換することが決まったため（領事館跡地は1984～2006年に六本木プリンスホテル）、1981年末に閉鎖。現在、跡地は駐日フィンランド大使館とプリンスホテルの料亭「有栖川清水」。
- 成田プリンスホテル - 成田空港の開港にあわせ、現在のティエフケー（元日本航空子会社で機内食製造と飲食店・ホテル「成田エアポートレストハウス」を経営）によって竣工。当初は三菱商事とトラベルロッジ（オーストラリア）とのジョイントベンチャーによる経営を目論んでいたが、トラベルロッジが撤退し、三菱商事がプリンスへ運営委託する形態で1978年9月に開業。1988年6月に三菱商事が経営権を家主のティエフケーへ売却し、プリンスホテルとしての運営を終了。成田ウインズホテルへ改称後、1997年にホテル日航ウインズ成田へと名称の変遷を辿り、2007年10月に閉館。不動産が売却され、2007年11月に同じ建物で東横イン成田空港として開業している。プリンスホテルから東横インへ移行した唯一のケースである。
- 箱根仙石原プリンスホテル（初代） - 経営再建策定前の2004年10月に日産自動車に売却し、同社の研修施設となっている。なお、2015年よりホテル大箱根がこのホテルと同じ名称に改称した。ホテル大箱根の1992年開業前の仮称は箱根仙石原プリンスホテル東館。

### 2011年

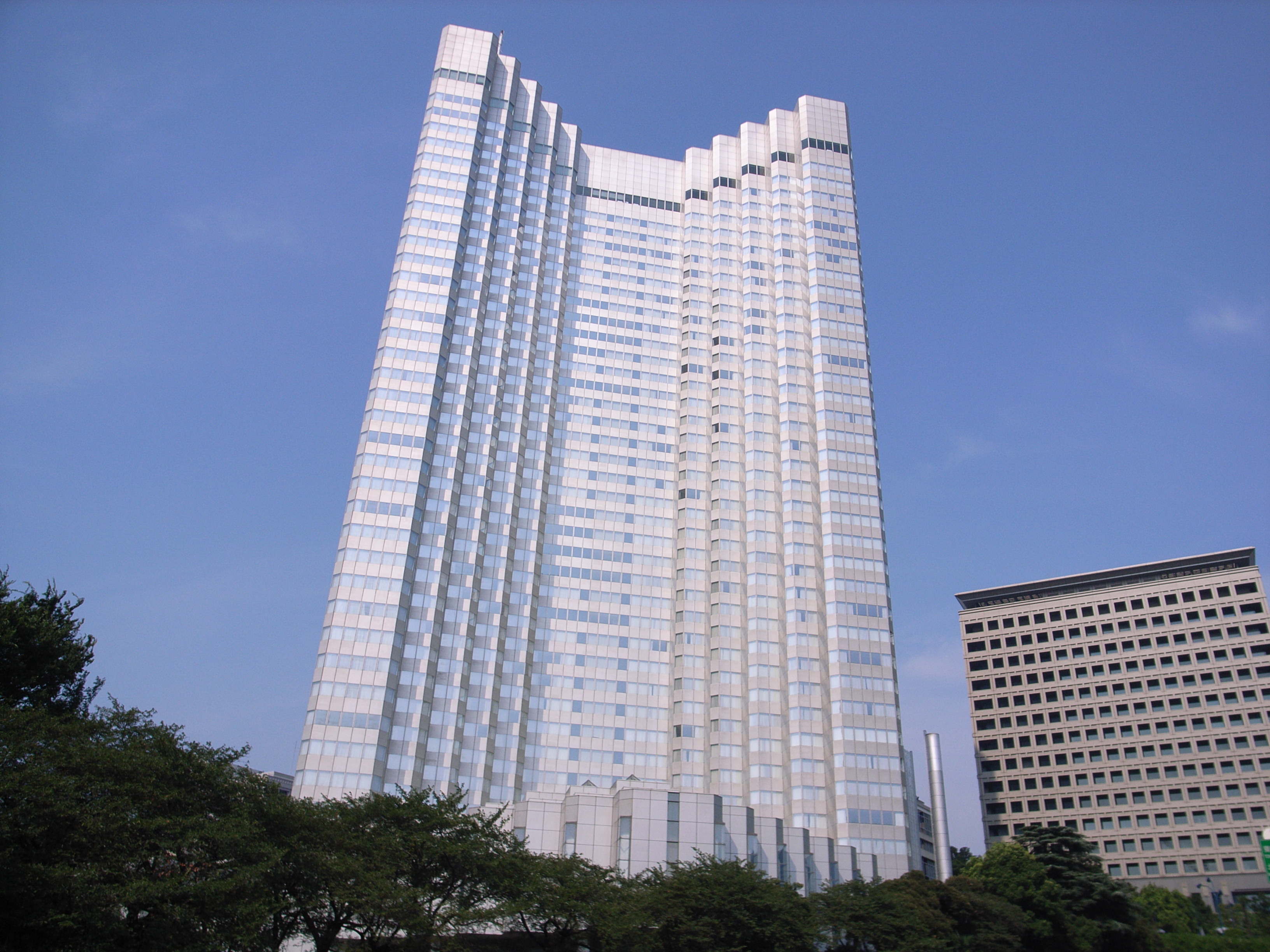
グランドプリンスホテル赤坂（新館）

- グランドプリンスホテル赤坂（東京都千代田区紀尾井町） - 1930年に建てられた朝鮮王族李王家東京邸をもとに1955年、「赤坂プリンスホテル」として開業。1983年には丹下健三設計の新館が開業した。グランドプリンスホテルにリブランドされた後、2011年3月をもって閉館。新館は解体された。2016年、跡地に東京ガーデンテラス紀尾井町が竣工し、同ビル内にプリンスホテルの最高級ブランド「ザ・プリンスギャラリー 東京紀尾井町」として開業[34]。旧李王家東京邸だった洋館は敷地内で曳家され、2016年に料飲施設や宴会場を備えた「赤坂プリンス クラシックハウス」としてリニューアルオープンした。

### 2012年
- 蒲郡プリンスホテル（愛知県蒲郡市） - 繊維問屋滝兵（現タキヒヨー）の五代目 滝信四郎が1912年に創業した料理旅館「常磐館」が母体。1934年に蒲郡ホテルを増設。日本初の国際観光ホテル認定を受ける。1980年 タキヒヨーが経営不振の為休業に伴い蒲郡市が買取の後、1987年に国土計画へ売却。蒲郡プリンスホテルとして開業。2012年3月に呉竹荘グループに売却され「蒲郡クラシックホテル」に改称[35]。
- 奥琵琶湖マキノプリンスホテル（滋賀県高島市） - 1995年開業。2012年3月29日営業終了。マックアースに売却され、翌日より「奥琵琶湖マキノグランドパークホテル」として運営[36]。
- 飯能プリンスホテル（埼玉県飯能市） - 1992年開業。西武池袋線飯能駅の駅ビル「飯能ステーションビル」内に所在。2010年よりレストラン部門はヘリテイジ（同県熊谷市）に移管し「ヘリテイジリゾーツ飯能」に改称。また2012年10月1日より宿泊部門もヘリテイジに移管され「ホテル・ヘリテイジ飯能 sta.」に改称[37][38]、プリンスホテルとしての営業を終了。

## 無関係な同名の「プリンスホテル」
愛媛県松山市の「道後プリンスホテル」、茨城県水戸市の「水戸プリンスホテル」、北海道紋別市の「紋別プリンスホテル」をはじめ、資本関係は全くないが「プリンスホテル」の名を冠している宿泊施設は日本全国に多々ある。これらは本項の企業が「プリンスホテル」を商標登録する1992年以前から使用していたため、名称の使用差し止めを求めなかったという事情があった。
かつて栃木県塩谷郡藤原町（現：日光市）にあり、火災を起こした川治プリンスホテル、北海道で「室蘭プリンスホテル」などを展開している野口観光とも資本関係はない。
長野県上田市の菅平高原にある「菅平プリンスホテル」は本項の企業と資本関係は無いが、西武鉄道の元社員であった創業者が、堤義明社長から名称使用の許可を得て開業したものである。
2018年4月に開業した東京都北区の「田端プリンスホテル」は「商標権や営業上の利益を侵害している」として、プリンスホテルからホテル名の使用の差し止めを求めて東京地裁に提訴されていたことが、同年6月7日のテレビ朝日『テレ朝news』で報道された。ニュースでも触れられているが、「プリンスホテル」の名前やロゴマークなどは1992年に商標登録されている。同年9月6日、名称などに「プリンス (Prince) 」を一切使わないことで和解が成立し、ホテル名は「田端王子ホテル」に改名された。
滋賀県彦根市にある「ファッションホテルプリンス」、および2012年5月13日に火災が発生し(福山ホテル火災)廃業した広島県福山市のホテル「ホテルプリンス」は無関係。

## 日教組全体集会拒否問題
2008年2月2日と3日の2日間、グランドプリンスホテル新高輪で、日本教職員組合（日教組）の全体集会が予定されていた。ホテルはいったん予約を受理したが、2007年11月になってから、右翼団体の抗議活動による周辺住民への迷惑、特にこの日を中心に行われる入学試験に重大な影響を与えるおそれがあるとして、受け入れ拒否に転じた。
2008年2月には、前年3月に予約を受け付けていた日教組の教育研究全国集会の契約解除通告をめぐり、解約の無効と、使用させる義務があることを確認した東京高等裁判所の仮処分命令を無視して、予定されていた会場の使用を拒否した（宴会場「飛天」で開催されるはずだった）。当日は就職フェア開催を受け入れ、二重予約とした。
これに抗議する意味で、上部組織日本労働組合総連合会がプリンス系ホテル及び関連施設の利用をボイコットする旨を表明した（2009年1月の、日本経団連の新年会に会長が来賓として招かれたが、これにより欠席）。傘下の全ての組合にも同様の行動を呼びかけるという。全国労働組合総連合や全日本教職員組合、日本弁護士連合会も懸念を表明する談話を出した。
2月18日に衆議院予算委員会における山井和則議員からの質問に対し、鳩山邦夫法務大臣は個別の案件についてではなく一般論であるとして、「いかなる紛争であれ、裁判所が公正な審議を経た上で出した裁判、それを無視して、あえてこれに反する行動をとられる当事者がもしいらっしゃるとすれば、法治国家にあるまじき事態である」との見解を示した。また、舛添要一厚生労働大臣は同ホテルが集会参加者の約190室分の予約を取り消したことについて、旅館業法に違反している疑いが濃厚だとの見解を示した。2月21日以降、港区は旅館業法違反の疑いでホテル側から事情聴取を行った。3月28日の再度の事情聴取の際、渡辺幸弘社長は、宿泊契約の解約が旅館業法に違反することについては「反省している」と述べた。
プリンスホテル側は使用拒否の理由として、高裁判決の仮処分命令が出たのは開催予定日の3日前であり、警察当局からの具体的な相談もないことから安全に集会を開催することは困難であること、また、日教組側が周辺住民への事前説明を行っておらず混乱は不可避であったこととする。契約を解除したことについては、予約を受けつけたことが問題の発端とする批判は甘んじて受けるとしつつも、日教組側の説明が実態と大きく異なるものであり、実態を確認したためとする。4月15日、港区はプリンスホテルの「宿泊拒否」が旅館業法違反にあたるとして、口頭で厳重注意する。8月、日教組は刑事告訴し、2009年3月17日、警視庁保安課は、旅館業法違反で、プリンスホテルと渡辺社長ら幹部社員4人と、法人としての同社を書類送検した。2010年7月、起訴猶予処分。
また日教組は2008年3月14日、損害賠償を求める民事訴訟を東京地裁に提起し、2009年7月27日、東京地裁はプリンスホテル側に2億9千万円賠償と謝罪広告を命じる判決を下した（日教組の請求を全面認容）。控訴審となり、2010年11月25日、東京高裁はプリンスホテル側に約1億2500万円の賠償を命じる判決を下した。謝罪広告の請求は認められなかった。双方が上告しなかったため、東京高裁判決が確定した。

## ステイウェル・ホールディングス
子会社のステイウェル・ホールディングスが「ザ・プリンス アカトキ」「ポリシー」「パーク レジス」「レジャー イン・プラス」「レジャー イン」の5ブランドのホテルを運営している。本社所在地はオーストラリアのシドニー。2017年にプリンスホテルがStayWell Hospitality Groupから事業を取得した。
2019年、新ブランドのザ・プリンス アカトキ ロンドンがイギリスに開業した。